# Batman Sourcebook
Batman Sourcebook é um suplemento de RPG de mesa para o DC Heroes RPG. Ele trata do personagem Batman da DC Comics. Não encontra-se traduzido para língua portuguesa. O livro dava estatísticas para Batman e todos os seus aliados e vilões, veículos, a batcaverna, etc., de modo que poderia ser utilizado para sessões de RPG.
Apesar da época da primeira edição ser Pré-Crise, não havia a ficha do Batman da Terra 2, nem uma menção a ele, apesar do Superman Sourcebook apresentar a ficha de Superman da Terra 2 e seus associados.